# شهر تاریخی مالین
شهر تاریخی مالین مربوط به سدهٔ ۴ ه.ق است و در شهرستان باخرز، داخل شهر باخرز واقع شده و این اثر در تاریخ ۵ آذر ۱۳۷۹ با شمارهٔ ثبت ۲۹۰۵ به‌عنوان یکی از آثار ملی ایران به ثبت رسیده است.

## پیشینه

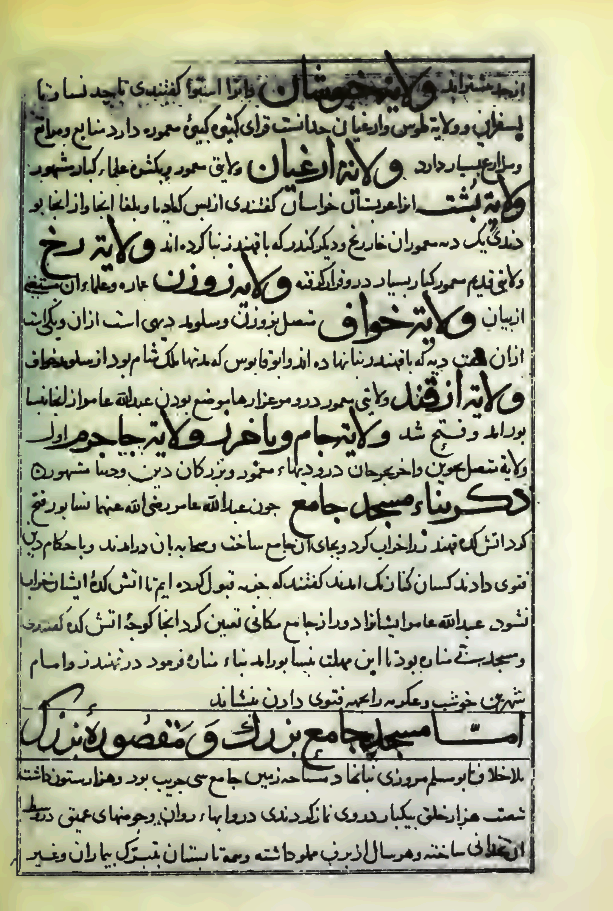
ولایت باخرز در میان ولایت‌های ربع نیشابور در صفحه‌ای از نسخه خطی ترجمه کتاب تاریخ نیشابور الحاکم.

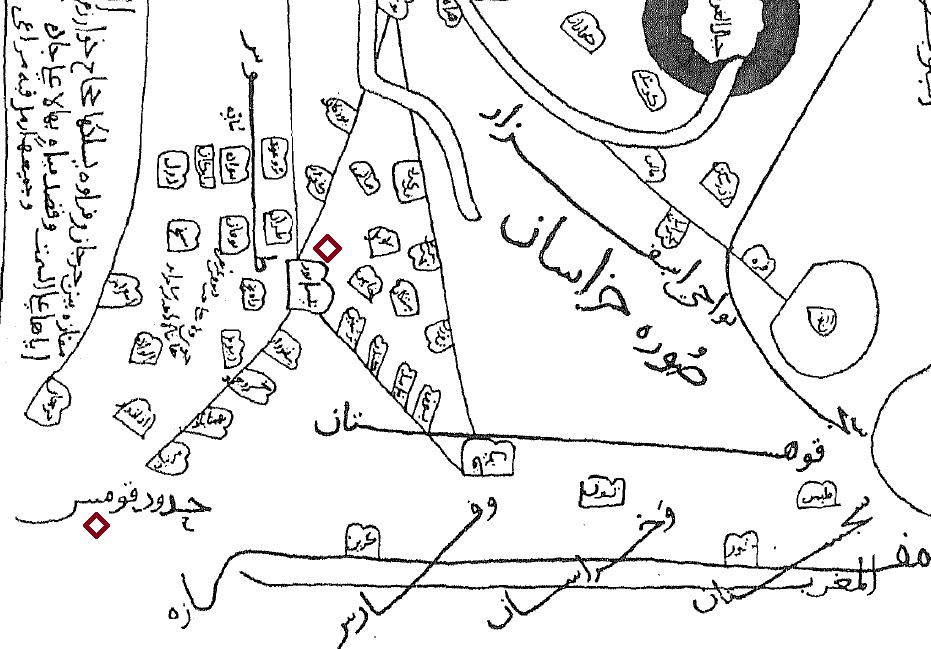
نام مالین (مالن) بر روی نقشه ابن حوقل در كتاب صورة الارض در قرن چهارم هجری

مالین شهری باستانی مرکز ولایت باخرز، ربع نیشابور، خراسان بوده است.
اصطخری و ابن حوقل ، مالن (یامالان) باخرز (کواخرز) را در مقابل مالن هرات نوشته‌اند (ابن حوقل، ص ۴۳۳؛ اصطخری، ص ۲۵۶). در قرن سوم، یعقوبی هم ولایت باخرز را از کوره‌های نیشابور ضبط کرده‌است (ص ۲۷۸). 
در قرن چهارم، مقدسی می‌نویسد: 
«باخرز شهر حُبوب و مویز است و از آن پوشاک پارچه دوخته صادر می‌شود و مرکز آن مالناست که آباد می‌باشد (ص ۳۱۹).
اصطخری جغرافیدان قرن چهارم مینویسد: 
بوژگان و مالن و چند ناحیه دیگر از محدوده گسترده نشابور (نیشابور) شمرده می‌شد و بوزگان تا مالن یک مرحله فاصله داشت (۱۳۴۰ ش ، ص ۲۰۵، ۲۲۳).]
به نوشته یاقوت حموی ، باخرز ۱۶۸ قریه داشت و مرکز آن قصبه مالینبود (ج ۱، ص ۴۵۸).
حمدالله مستوفی درباره ولایت باخرز چنین نوشته است: 
«باخرز ولایتی است از اقلیم چهارم و ولایتی بسیار دارد و معتبر است و از مجموع مواضع، باغات انگور و میوه فراوان باشد، بتخصیص قصبه مالان، مالین که جای عظیم و پرنزهت است و خربزه بلند از جمیع خراسان مشهوراست »
 (ص ۱۵۳). در ۸۱۷،

لسترنج می نویسد 
ظاهراً شهر مالین (مالن یا مالان)  شهرساسانی ـ اسلامی است. (لسترنج ، ص ۳۸۲).